# Gordon Square Garden

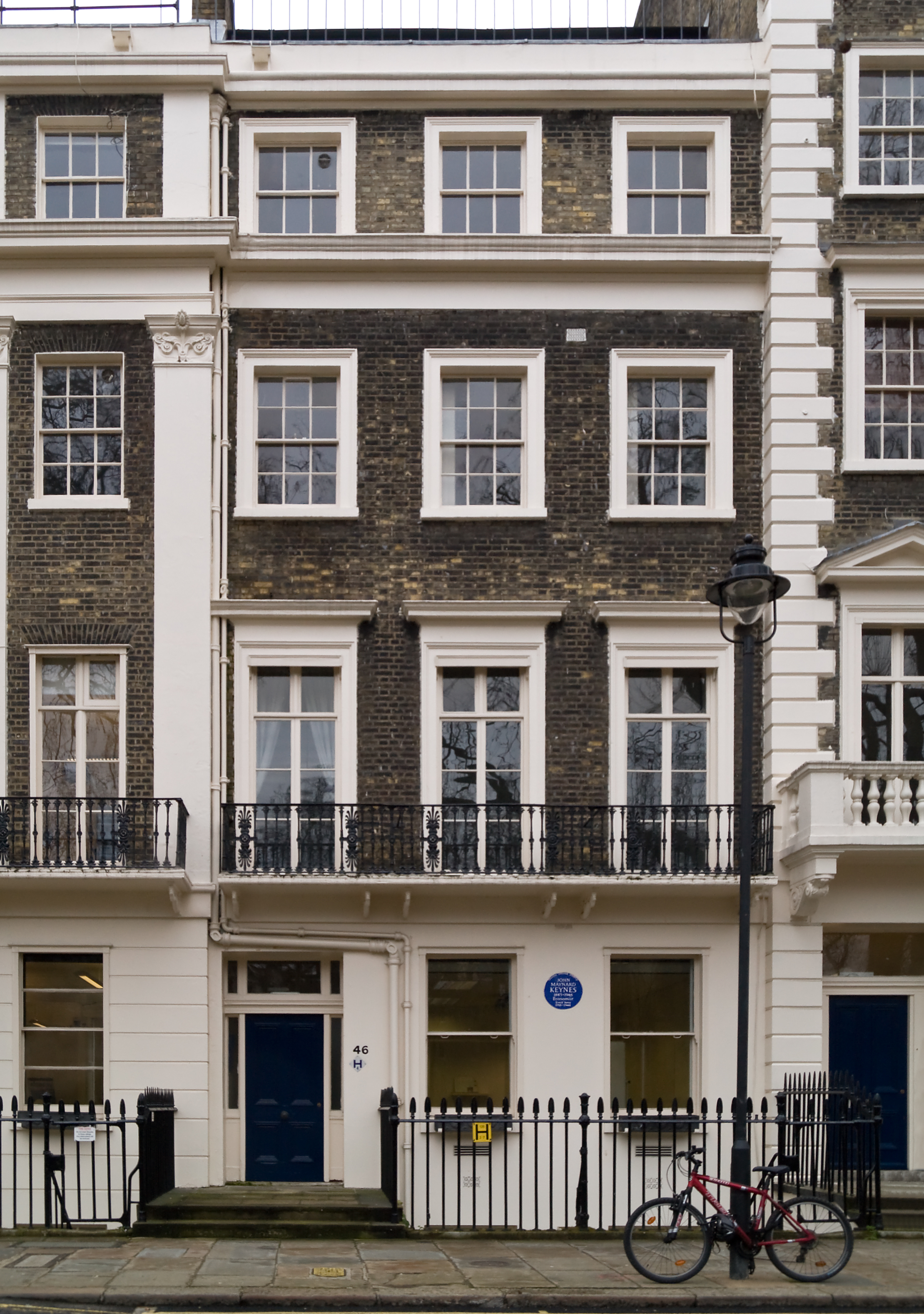
Das Haus Nr. 46, in dem 1904 bis 1907 Virginia Woolf mit ihren Geschwistern lebte, 1916 bis 1946 Maynard Keynes.

Gordon Square Garden ist einer der kleineren öffentlichen Grünanlagen in der britischen Hauptstadt London. Er gehört zum Englischen Kulturerbe und zur Wolfson Foundation. Er liegt im ehemaligen Stadtteil Bloomsbury nur einen Häuserblock südwestlich entfernt vom gleich großen Tavistock Square.
Diese Parkanlage wird von den vier Straßenzügen Gordon Street im Westen, Ensleigh Place im Norden sowie Gorden Square im Osten und Süden begrenzt. Südlich der Straße setzt sich die Grünanlage mit dem etwa halb so großen Woburn Square Garden fort. Gegenüber der Südwestecke des Parks liegt die anglikanische, zur Church of England gehörende Christ the King-Kirche.
Zur Zeit seiner Entstehung in der zweiten Hälfte des 19. Jahrhunderts beschrieb der Schriftsteller Henry James die Region um den Gordon Square als „antiquiert und unmodisch“. Hier lebte eine große Zahl von Literaten und anderer Künstler wie etwa Lytton und James Strachey, George Bernard Shaw, Leonard Sidney Woolf, Clive Bell, Roger Fry, aber auch Wissenschaftler wie Maynard Keynes. Sie gehörten alle zur Bloomsbury Group, die von 1905 bis zum Zweiten Weltkrieg bestand.
Ursprünglich war der Park wie die meisten anderen Parks in London privat und nur den Bewohnern der ihn umgebenen Häuser zugänglich. Heute gehört er zum Besitz der benachbarten Universität London, die vor allem nördlich des Parks eine Reihe von Einrichtungen innehat. An der Gordon Street liegt die nach dem Theologen Daniel Williams (1643–1716) benannte, bereits 1729 eröffnete Dr Williams’s Library (Hausnummer: 14) sowie das Archäologische Institut (Hausnummer: 31–34).
Bemerkenswert sind die gusseisernen Deckel, die vor den Häusern in den Asphalt eingelassen sind und die die Kohlebelieferung vereinfachte. Diese vor allem noch rund um den Park zu sehenden Einfüllstutzen stehen wie der Park selbst und zahlreiche ihrer ihn umgebenen Häuser unter nationalem Denkmalschutz.
Der Park ist eingezäunt und wird nachts geschlossen. 2005 wurde er neu möbliert und mit einem neuen Zaun versehen, der dem Originalzaun sehr ähnlich ist. Ein breiter Streifen mit Buschwerk bildet zum Zaun hin den Abschluss, während im Innern breite Kieswege Rasenflächen mit solitären Bäumen umschließen. Auf der Südseite befindet sich ein Kiosk. Vereinzelt sind Kunstwerke aufgestellt, so beispielsweise ein Denkmal zu Ehren des ersten asiatischen Nobelpreisträgers Rabindranath Tagore. Ballspiele, Hunde und offenes Feuer sind im Park verboten; Parkbänke und Abfallbehälter gehören zur Ausstattung des Parkes.

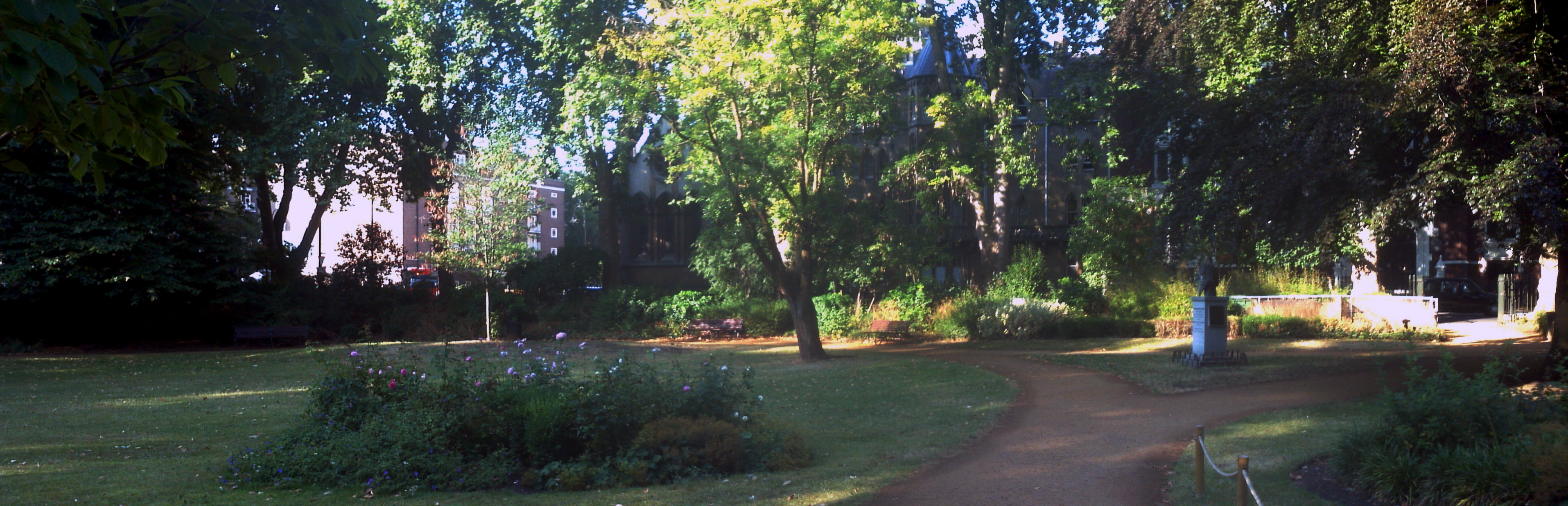
Gordon Square Garden mit Thakur-Büste. Im Hintergrund die Gordon Street mit der Christ the King-Kirche.